# Robert King (Leichtathlet)
Robert King (* 5. März 1996) ist ein dominikanischer Leichtathlet, im Sprint und Hürdenlauf an den Start geht.

## Sportliche Laufbahn
Erste internationale Erfahrungen sammelte Robert King im Jahr 2022, als er bei den Ibero-Amerikanischen Meisterschaften in La Nucía im Vorlauf über 400 m Hürden nicht ins Ziel kam und mit der dominikanischen 4-mal-400-Meter-Staffel in 3:00,98 min die Goldmedaille gewann. Anschließend siegte er in 46,47 s im 400-Meter-Lauf bei den Juegos Bolivarianos in Valledupar und sicherte sich dort zudem in 3:08,11 min die Bronzemedaille in der 4-mal-400-Meter-Staffel hinter den Teams aus Kolumbien und Venezuela. Im Jahr darauf schied er bei den Zentralamerika- und Karibikspielen in San Salvador mit 46,72 s im Vorlauf über 400 Meter aus und gewann mit der Staffel in 3:02,19 min die Bronzemedaille hinter den Teams aus Trinidad und Tobago und Barbados. Ende Oktober siegte er mit der Mixed-Staffel in 3:16,05 min gemeinsam mit Ezequiel Suárez, Anabel Medina und Marileidy Paulino bei den Panamerikanischen Spielen in Santiago de Chile. Zudem gewann er mit der Männerstaffel in 3:05,98 min gemeinsam mit Ezequiel Suárez, Ferdy Agramonte und Yeral Núñez hinter den Teams aus Brasilien und Mexiko. 2024 verpasste er bei den Olympischen Sommerspielen in Paris mit 3:18,39 min den Finaleinzug in der Mixed-Staffel.
2018 wurde King dominikanischer Meister im 400-Meter-Hürdenlauf.

## Persönliche Bestzeiten
- 200 Meter: 20,77 s (+0,5 m/s), 28. Mai 2022 in Ontinyent
- 400 Meter: 45,81 s, 16. Juni 2022 in Castellón de la Plana
- 400 m Hürden: 50,30 s, 4. Juni 2022 in Salamanca